# 莱博尔德 (安德尔省)
莱博尔德（法語：Les Bordes，法語發音：[le bɔʁd]）是法国安德尔省的一个市镇，位于该省东北部，伊苏丹市区以北，属于伊苏丹区。

## 地理
莱博尔德（46°58'50"N, 1°58'33"E）面积16.3 平方千米，位于法国中央-卢瓦尔河谷大区安德尔省，该省份为法国中部省份，北起卢瓦-谢尔省，西北接安德尔-卢瓦尔省，西南接维埃纳省，南至克勒兹省和上维埃纳省，东临谢尔省。
与莱博尔德接壤的市镇（或旧市镇、城区）包括：伊苏丹、利兹赖、波迪、圣利宰涅。

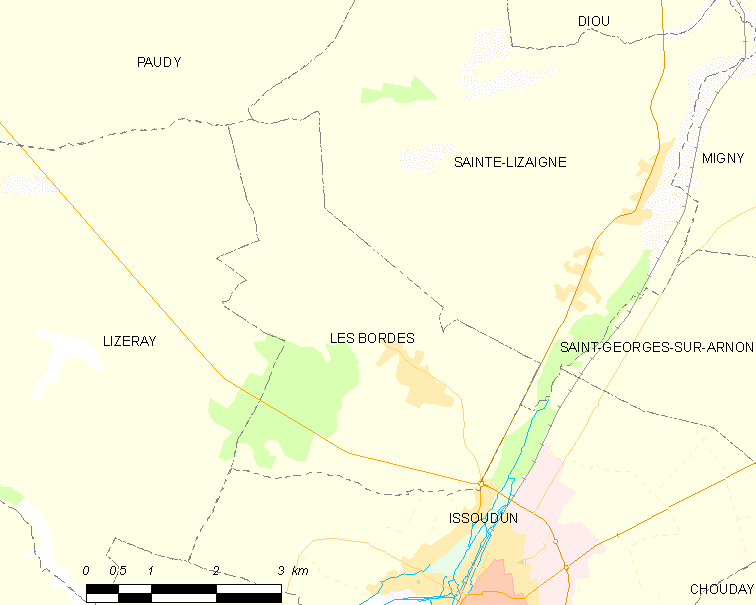
的OSM定位图

莱博尔德的时区为UTC+01:00、UTC+02:00（夏令时）。

## 行政
莱博尔德的邮政编码为36100，INSEE市镇编码为36021。

## 政治
莱博尔德所属的省级选区为伊苏丹县。

## 人口

1962-2008年间人口变化图示

莱博尔德于2022年1月1日时的人口数量为824人。